# NGC 1876
NGC 1876 је расејано звездано јато у сазвежђу Златна риба које се налази на NGC листи објеката дубоког неба.
Деклинација објекта је - 69° 21' 52" а ректасцензија 5h 13m 18,5s. Привидна величина (магнитуда) објекта NGC 1876 износи 11,7 а фотографска магнитуда 11,5.